# سعود عبد الرزاق
سعود عبد الرزاق سيف المهيري (مواليد 23 يناير 1998، لاعب كرة قدم إماراتي و هو شقيق اللاعب سيف عبد الرزاق و يجيد اللعب في الوسط مع نادي الحمرية الإماراتي.

## مسيرة اللاعب
كان يلعب مع النادي الأهلي وبعد دمج أندية الأهلي و نادي الشباب ونادي دبي تحت مسمى نادي شباب الأهلي تم ضمه إلى نادي شباب الأهلي .
أعير إلى نادي عجمان ونادي خورفكان و انتقل بعدها إلى نادي النصر و بعدها إلى نادي الحمرية.